# WTA Monte-Carlo
Das WTA Monte-Carlo (offiziell: Kim Cup) ist ein ehemaliges Damen-Tennisturnier der WTA Tour, das in Roquebrune-Cap-Martin, Frankreich, ausgetragen wurde.

## Siegerliste

### Einzel
| Jahr | Siegerin        | Finalgegnerin      | Ergebnis      |
| ---- | --------------- | ------------------ | ------------- |
| 1971 | Gail Chanfreau  | Betty Stöve        | 6:4, 4:6, 6:4 |
| 1977 | Helga Masthoff  | Fiorella Bonicelli | 6:4, 6:2      |
| 1982 | Virginia Ruzici | Bonnie Gadusek     | 6:2, 7:6      |

### Doppel
| Jahr | Siegerinnen                       | Finalgegnerinnen             | Ergebnis |
| ---- | --------------------------------- | ---------------------------- | -------- |
| 1971 | Katja Ebbinghaus Betty Stöve      | Lucia Bassi Lea Pericoli     | 6:4, 6:3 |
| 1977 | Katja Ebbinghaus Helga Masthoff   | Rosie Darmon Gail Sherriff   | 6:3, 7:5 |
| 1982 | Virginia Ruzici Catherine Tanvier | Pat Medrado Claudia Monteiro | 7:6, 6:2 |